# Kumlinge
Kumlinge (fiń. Kumlinki) – miasto na Wyspach Alandzkich (autonomiczna część Finlandii). Według danych szacunkowych na rok 2016 liczy 308 mieszkańców.

## Demografia
- Wykres liczby ludności Kumlinge na przestrzeni ostatnich stu lat

źródło: 